# Erna Wagner (Politikerin)
Erna Wagner (* 2. Oktober 1903 in Hamburg; † 30. Oktober 1982 ebenda) war eine deutsche Lehrerin und ehemalige Abgeordnete der Hamburgischen Bürgerschaft.

## Beruf
Nach dem Besuch des Lehrerinnenseminars in Hamburg arbeitete Erna Wagner vom Jahr 1926 an als Lehrerin. In den Jahren 1948 bis 1953 amtierte sie als Schulleiterin, um anschließend bis zu ihrer Pensionierung 1966 wieder als Lehrerin tätig zu werden.

## Politik

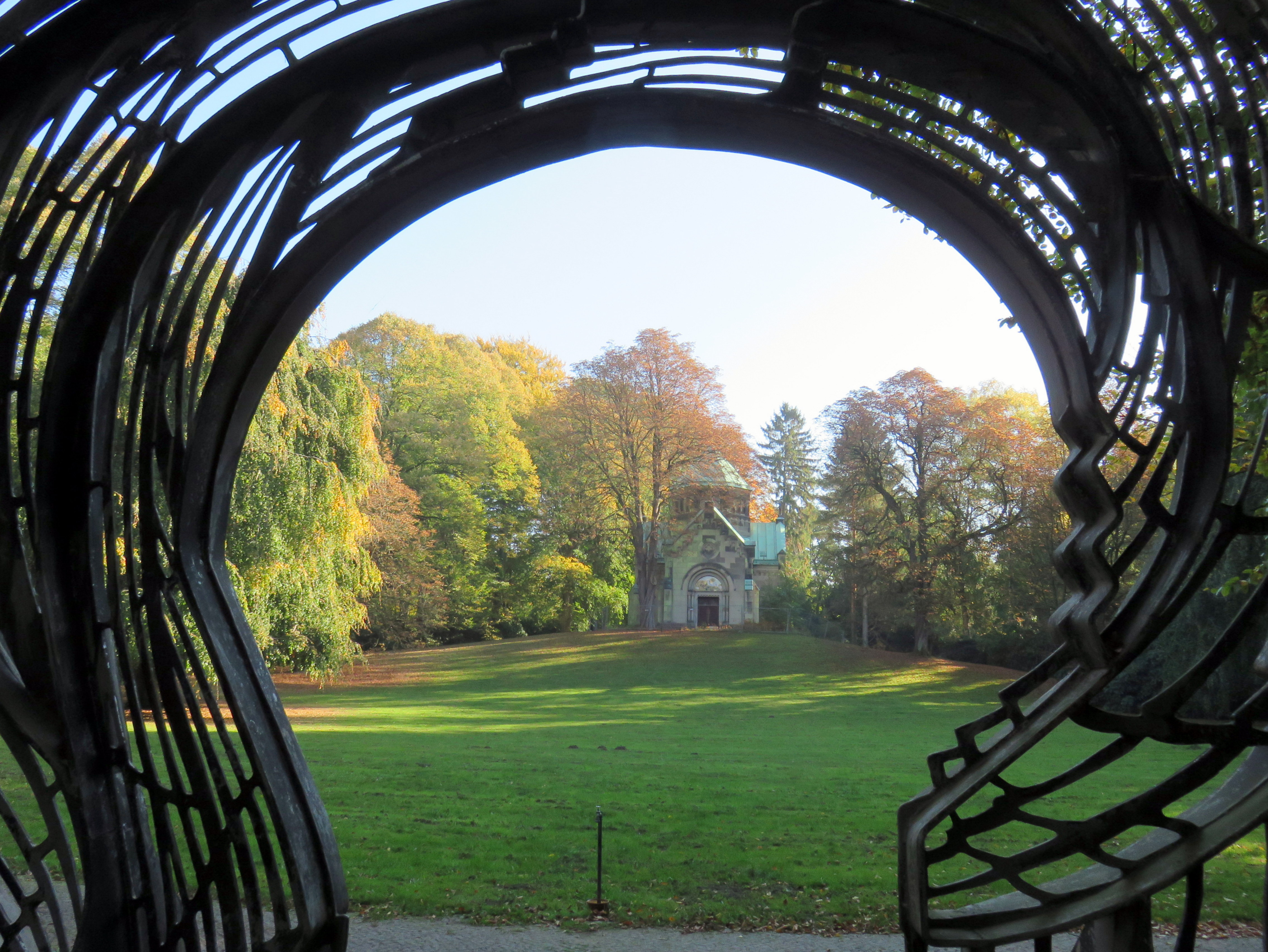
Anonymer Urnenhain bei Kapelle 8 auf dem Friedhof Ohlsdorf

Erna Wagner wurde Mitglied in der Sozialistischen Deutschen Arbeiterjugend und im Jahr 1921 Mitglied der SPD. Bis zum Verbot der Partei durch die Nationalsozialisten arbeitete sie vor allem in der Frauenorganisation und im Bereich Bildung mit. 1937 erfolgte ihr Eintritt in die NSDAP.
Nach Kriegsende engagierte sie sich zunächst in der Gesellschaft der Freunde des Vaterländischen Schul- und Erziehungswesens, später als Mitglied der GEW. Dort wurde sie 1950 in den Vorstand gewählt.
In den Jahren 1949 bis 1970 war sie für die SPD als Abgeordnete in der Hamburgischen Bürgerschaft tätig.
Erna Wagner wurde auf dem Hamburger Friedhof Ohlsdorf im Planquadrat AD 10 (Anonymer Urnenhain vor dem Riedemann-Mausoleum gegenüber Kapelle 8) beigesetzt.